# グースバンプス
『グースバンプス』（Goosebumps）は、R・L・スタインによる児童向けホラー小説シリーズ。
アメリカではスコラスティック社から1992年より62巻以上出版されている。
日本では1995年以降、ソニー・マガジンズと岩崎書店から一部作品が翻訳刊行されている。

## 日本語版

### ソニー・マガジンズ
「グースバンプス」全10冊（豊岡まみ訳、ソニー・マガジンズ）
1. 『死の館へようこそ』（Welcome to Dead House）1995年8月
2. 『地下室には近づくな』 （Stay Out of The Basement）1995年8月
3. 『モンスターブラッド』 （Monster Blood）1995年8月
4. 『死を招くカメラ』 （Say Cheese and Die!）1995年9月
5. 『ミイラの呪い』 （The Curse of the Mummy'S Tomb）1995年9月
6. 『透明人間になろう!』 （Let's Get Invisible!）1995年9月
7. 『人形は生きている』 （Night of the Living Dummy）1995年11月
8. 『図書館の怪人』 （The Girl Who Cried Monster）1995年11月
9. 『悪夢のキャンプにようこそ』 （Welcome to Camp Nightmare）1996年7月
10. 『ゴーストビーチ』 （Ghost Beach）1996年7月

巻末に予告編として、次巻の内容が5ページほど掲載されている。第10巻巻末には11巻として『恐怖のホラーランド』（One Day at Horrorland）の予告編が掲載されているが、本シリーズの出版は10巻までとなっている。

### 岩崎書店
「グースバンプス 世界がふるえた恐い話」全10冊（津森優子訳、岩崎書店）
1. 『恐怖の館にようこそ』 （Welcome to Dead House）2006年6月:ソニー・マガジンズ版『死の館へようこそ』と共通
2. 『呪われたカメラ』 （Say Cheese and Die!）2006年6月:ソニー・マガジンズ版『死を招くカメラ』と共通
3. 『人喰いグルール』 （It Came from Beneath the Sink!）2006年8月
4. 『ぼくの頭はどこだ』 （The Headless Ghost）2006年8月
5. 『わらう腹話術人形』 （Night of the Living Dummy）2006年11月:ソニー・マガジンズ版『人形は生きている』と共通
6. 『鏡のむこう側』 （Let's Get Invisible!）2006年11月:ソニー・マガジンズ版『透明人間になろう!』と共通
7. 『地下室にねむれ』 （Stay Out of The Basement）2007年1月:ソニー・マガジンズ版『地下室には近づくな』と共通
8. 『ゴースト・ゴースト』 （Ghost Camp）2007年1月
9. 『となりにいるのは、だれ？』 （The Ghost Next Door）2007年3月
10. 『鳩時計が鳴く夜』 （The Cuckoo Clock of Doom）2007年3月

## 映像化
- 『ミステリー・グースバンプス』 - 本書を原作とするカナダのテレビドラマシリーズ。1995年から1998年まで放映。日本ではNHKで放映された。
- 『グースバンプス モンスターと秘密の書』 - 実写映画版第1作。2015年公開。
- 『グースバンプス 呪われたハロウィーン』 - 実写映画版第2作。2018年公開。
- 『グースバンプス』 - 小説シリーズにインスパイアされたドラマシリーズ。ディズニープラスにて2023年10月配信開始[3][4]。主演にジャスティン・ロング、ザック・モリスら。